# Список умерших в 781 году

## Сентябрь
- 7 сентября — Алькмунд Хексемский, епископ Хексема (767—781), святой.

## Дата смерти неизвестна или требует уточнения
- Фергюс II, король гэльского королевства Дал Риада (778—781).
- Халид ибн Бармак, иранский государственный деятель, первый известный представитель династии Бармакидов.
- Ян Янь, китайский государственный деятель, министр императора Дэ-цзуна.